# Football Club Avenir Beggen
Maillots
Actualités

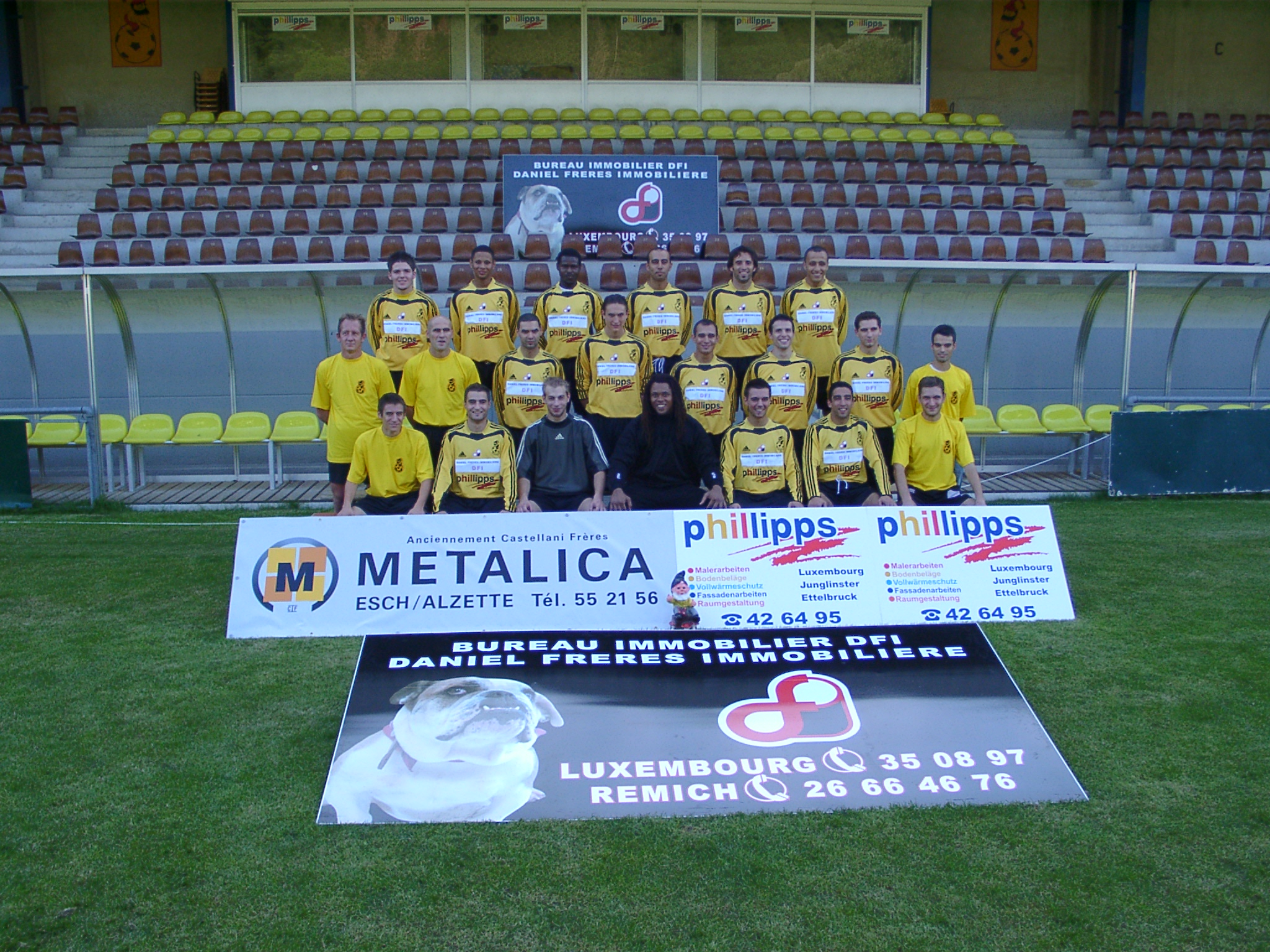
L’équipe 2005-2006

Le Football Club Avenir Beggen est un club de football luxembourgeois basé à Luxembourg-Beggen.

## Historique
- 1915 : fondation du club sous le nom de FC Daring Beggen
- 1916 : le club est renommé Avenir Beggen
- 1940 : le club est renommé SV 1915 Beggen
- 1944 : le club est renommé FC Avenir Beggen
- 1969 : 1re participation à une Coupe d'Europe (C1, saison 1969/70)

## Bilan sportif

### Palmarès
- Championnat du Luxembourg (6)
  - Champion : 1969, 1982, 1984, 1986, 1993, 1994

- Coupe du Luxembourg (7)
  - Vainqueur : 1983, 1984, 1987, 1992, 1993, 1994, 2002
  - Finaliste : 1988, 1989, 1998

### Bilan européen
Légende
- Victoire ou qualification pour le tour suivant
- Match nul
- Défaite ou élimination de la compétition

Note : dans les résultats ci-dessous, le score du club est toujours donné en premier.
| Saison    | Compétition               | Tour                | Club                     | Domicile             | Extérieur            | Total                |
| --------- | ------------------------- | ------------------- | ------------------------ | -------------------- | -------------------- | -------------------- |
| 1969-1970 | Coupe des clubs champions | Seizièmes de finale | AC Milan                 | 0 - 3                | 0 - 5                | 0 - 8                |
| 1974-1975 | Coupe des coupes          | Seizièmes de finale | Énosis Néon Paralímni    | Victoire par forfait | Victoire par forfait | Victoire par forfait |
| 1974-1975 | Coupe des coupes          | Huitièmes de finale | Étoile rouge de Belgrade | 1 - 6                | 1 - 5                | 2 - 11               |
| 1975-1976 | Coupe UEFA                | Premier tour        | FC Porto                 | 0 - 3                | 0 - 7                | 0 - 10               |
| 1982-1983 | Coupe des clubs champions | Seizièmes de finale | Rapid Vienne             | 0 - 5                | 0 - 8                | 0 - 13               |
| 1983-1984 | Coupe des coupes          | Seizièmes de finale | Servette FC              | 1 - 5                | 0 - 4                | 1 - 9                |
| 1984-1985 | Coupe des clubs champions | Seizièmes de finale | IFK Göteborg             | 0 - 8                | 0 - 9                | 0 - 17               |
| 1985-1986 | Coupe UEFA                | Premier tour        | PSV Eindhoven            | 0 - 2                | 0 - 4                | 0 - 6                |
| 1986-1987 | Coupe des clubs champions | Seizièmes de finale | Austria Vienne           | 0 - 3                | 0 - 3                | 0 - 6                |
| 1987-1988 | Coupe des coupes          | Seizièmes de finale | Hambourg SV              | 0 - 5                | 0 - 3                | 0 - 8                |
| 1988-1989 | Coupe des coupes          | Seizièmes de finale | KV Mechelen              | 1 - 3                | 0 - 5                | 1 - 8                |
| 1990-1991 | Coupe UEFA                | Premier tour        | Inter Bratislava         | 2 - 1                | 0 - 5                | 2 - 6                |
| 1992-1993 | Coupe des coupes          | Tour préliminaire   | B36 Tórshavn             | 1 - 0                | 1 - 1                | 2 - 1                |
| 1992-1993 | Coupe des coupes          | Seizièmes de finale | Spartak Moscou           | 1 - 5                | 0 - 0                | 1 - 5                |
| 1994-1995 | Ligue des champions       | Tour préliminaire   | Galatasaray SK           | 1 - 5                | 0 - 4                | 1 - 9                |
| 1995-1996 | Coupe UEFA                | Tour préliminaire   | Örebro SK                | 3 - 0                | 0 - 0                | 3 - 0                |
| 1995-1996 | Coupe UEFA                | Premier tour        | RC Lens                  | 0 - 7                | 0 - 6                | 0 - 13               |
| 2002-2003 | Coupe UEFA                | Tour préliminaire   | Ipswich Town             | 0 - 1                | 1 - 8                | 1 - 9                |

## Anciens joueurs
- Gilbert Dresch
- Jean-Paul Girres
- Luc Holtz
- Armin Krings
- Théo Malget
- Hubert Meunier
- Jeannot Moes
- Paul Philipp
- Patrick Posing
- Théo Scholten
- Nico Wagner
- Thomas Wolf
- Mikhail Zaritskiy